# Sterneggovský palác
Sterneggovský palác, zvaný též Thun(ov)ský, nebo dům U Zlaté husy, je budova na Malé Straně, která vznikla na gotických základech, byla přestavěna pozdně goticky, renesančně a raně barokně. Budova zapsaná na seznam kulturních památek, stojí na adrese Lázeňská 289/9 na Malé Straně v Praze 1.

## Dějiny
Nejprve zde stála ochranná věž protějšího kláštera řádu maltézských rytířů a v ní mniši drželi stráž. Podle legendy dnes v těch místech straší duch mnicha, který z nešťastné lásky spáchal sebevraždu. Později zde byly postaveny dva domy, v letech 1535-37 byly přestavěny, další radikální přestavba se uskutečnila ještě koncem 16. století. Začátkem 17. století dům koupili Vratislavové z Mitrovic, v 30. letech byl poškozen během saské okupace Prahy a v roce 1639 jej zakoupili Lažanští z Bukové. Ti v roce 1673 přikoupili od majitele sousedního Domu U bílého jednorožce i věž někdejšího opevnění kláštera.
Koncem 17. století byl dům, tehdy v majetku rodiny Thunů a označovaný jako dům U Zlaté husy, opět přestavěn na raně barokní palác. Z té doby je zachován portál s balkónem a kovaným zábradlím. V roce 1735 dům získali Sterneggové a následně byl několikrát upravován; když ho vlastnil Leopold Günther ze Sterneggu. Z roku 1774 pochází malířská výzdoba interiéru od Leopold Seidla a Jan Petra Molitora. Následně již dům nebyl výrazně přestavován.
Dům se skládá z podélné hlavní budovy, jejíž součástí je i někdejší ochranná věž, obdélného dvora a za ním je hospodářské stavení. Ve věži se mimo jiné natáčel film Kolja.

## Okolní památky

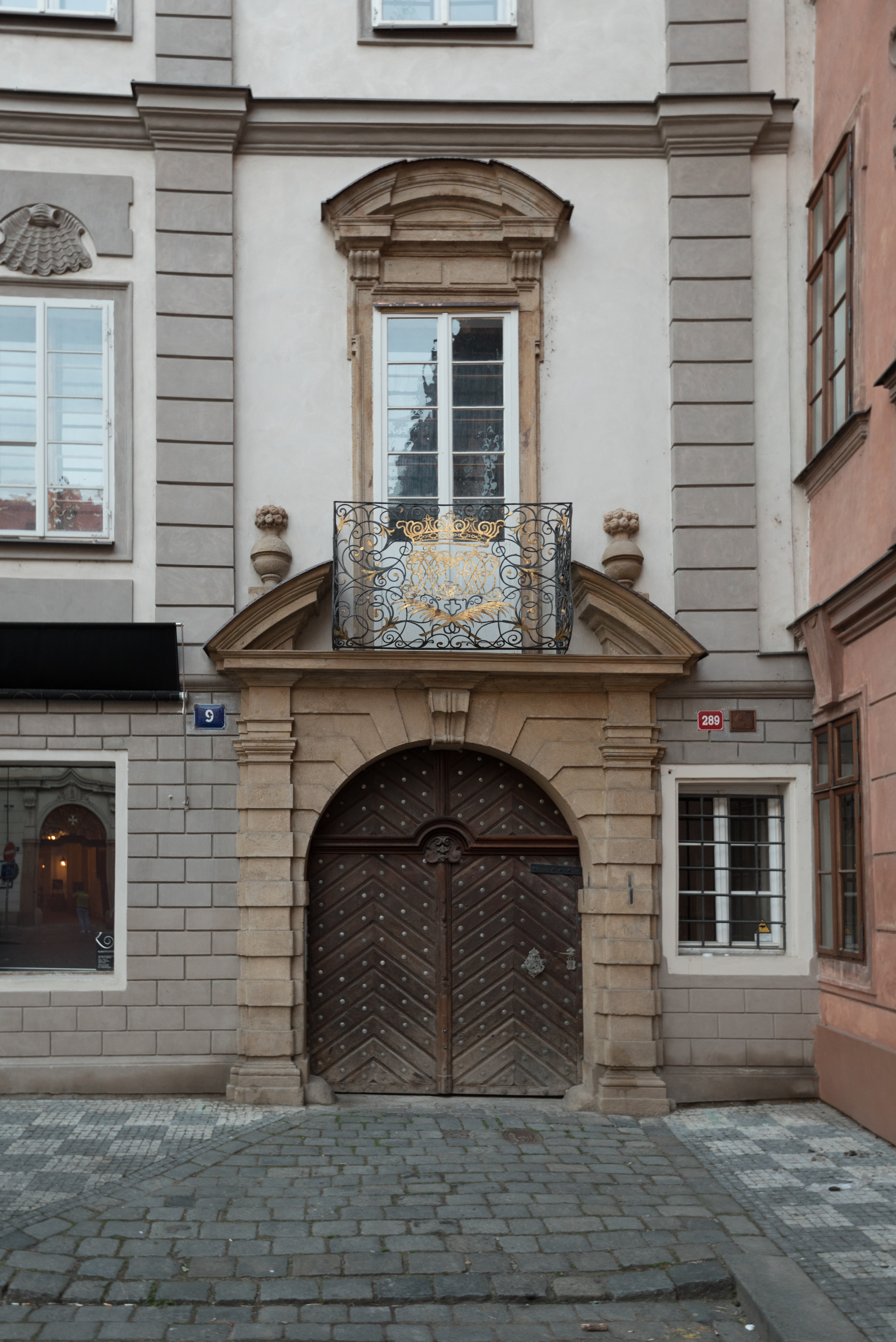
Raně barokní vstupní portál

Ve vedlejším domě U Zlatého jednorožce (též Palác Beethoven), s nímž Sterneggovský palác svírá téměř pravý úhel, býval hostinec, kde při svém pražském pobytu v roce 1796 bydlel Ludwig van Beethoven. Tuto událost připomíná bronzová pamětní deska s reliéfem skladatele od Otakara Španiela z 20. března 1927.
Na protější straně Lázeňské ulice je areál komendy řádu Maltézských rytířů.